# Neue Pfalz (St. Gallen)

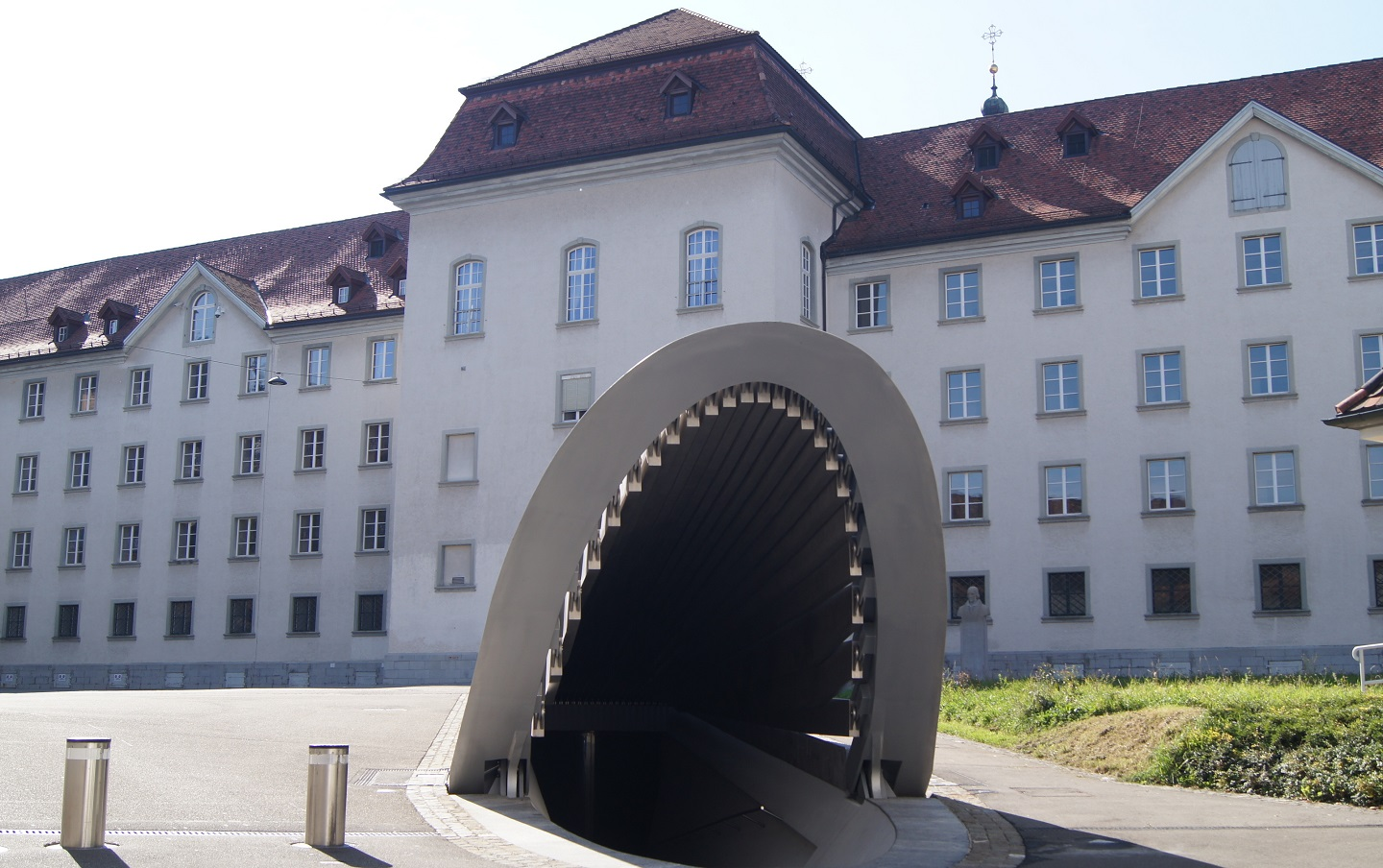
Ostseite der Neuen Pfalz; der Eingang zum Pfalzkeller ist ausgefaltet

Die Neue Pfalz ist Sitz der Regierung und des Parlaments des Kanton St. Gallens. Das Bauwerk im Stil des Barock wurde von 1767 bis 1769 als standesgemässe Residenz des Abts der Fürstabtei St. Gallen erbaut. Als Teil des Stiftsbezirks wurde die Pfalz 1983 von der UNESCO in das Verzeichnis des schützenswertens Weltkulturerbes aufgenommen.
Unter dem Bauwerk befinden sich ein Zugang zum historischen Hofkeller und der 1998/1999 vom spanischen Architekten Santiago Calatrava modern gestaltete Pfalzkeller.

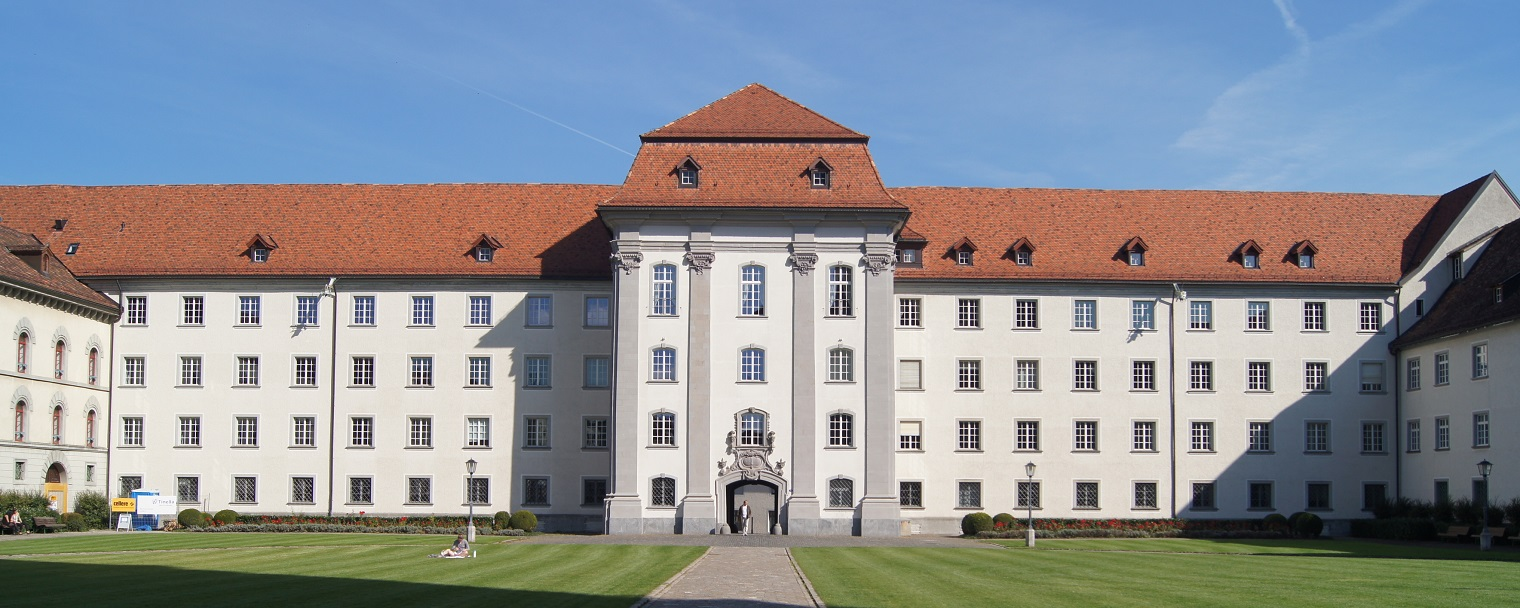
Gesamtansicht von Westen

## Bauwerk

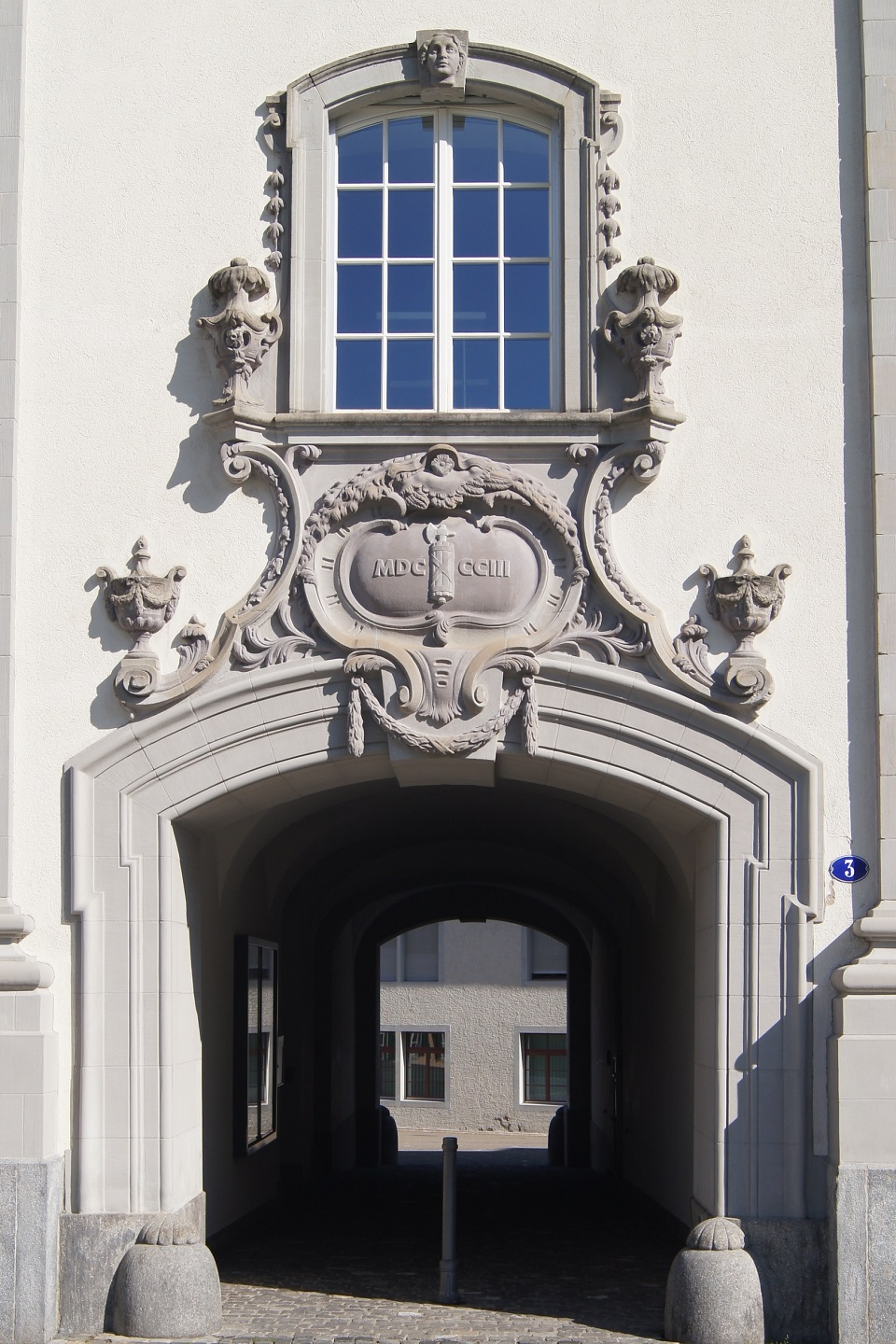
Portal

Der fürstäbtliche Thronsaal ist heute Kantonsratsaal. Seine Ausstattung im Stil des Historismus erhielt er 1881. Der Saal bietet Platz für 180 Parlamentsmitglieder und sieben Exekutivmitglieder. Seit 2008 hat das Kantonsparlament zwar nur noch 120 Mitglieder, aber das Katholische Kollegium, das ebenfalls hier tagt, hat noch 180 Mitglieder. Das Portal des Regierungsgebäudes zeigt heute das Liktorenbündel als Wappenzeichen des Kantons und die Zahl «MDCCCIII» (1803). Der Eingang ins Gebäude befindet sich im Durchgang vom Klosterhof zum Karlstor. Im Süden grenzt die neue Pfalz an den Hofflügel mit der Bischofswohnung und im Norden an den Zeughausflügel mit dem Stiftsarchiv und dem Kantonsgericht.
Den futuristisch ausgestatteten Pfalzkeller unter dem Vorplatz betritt man durch einen aufklappbaren Gang, dessen Metalllamellen bodengleich zusammengefaltet werden können.